# Philetairos (Pergamon)

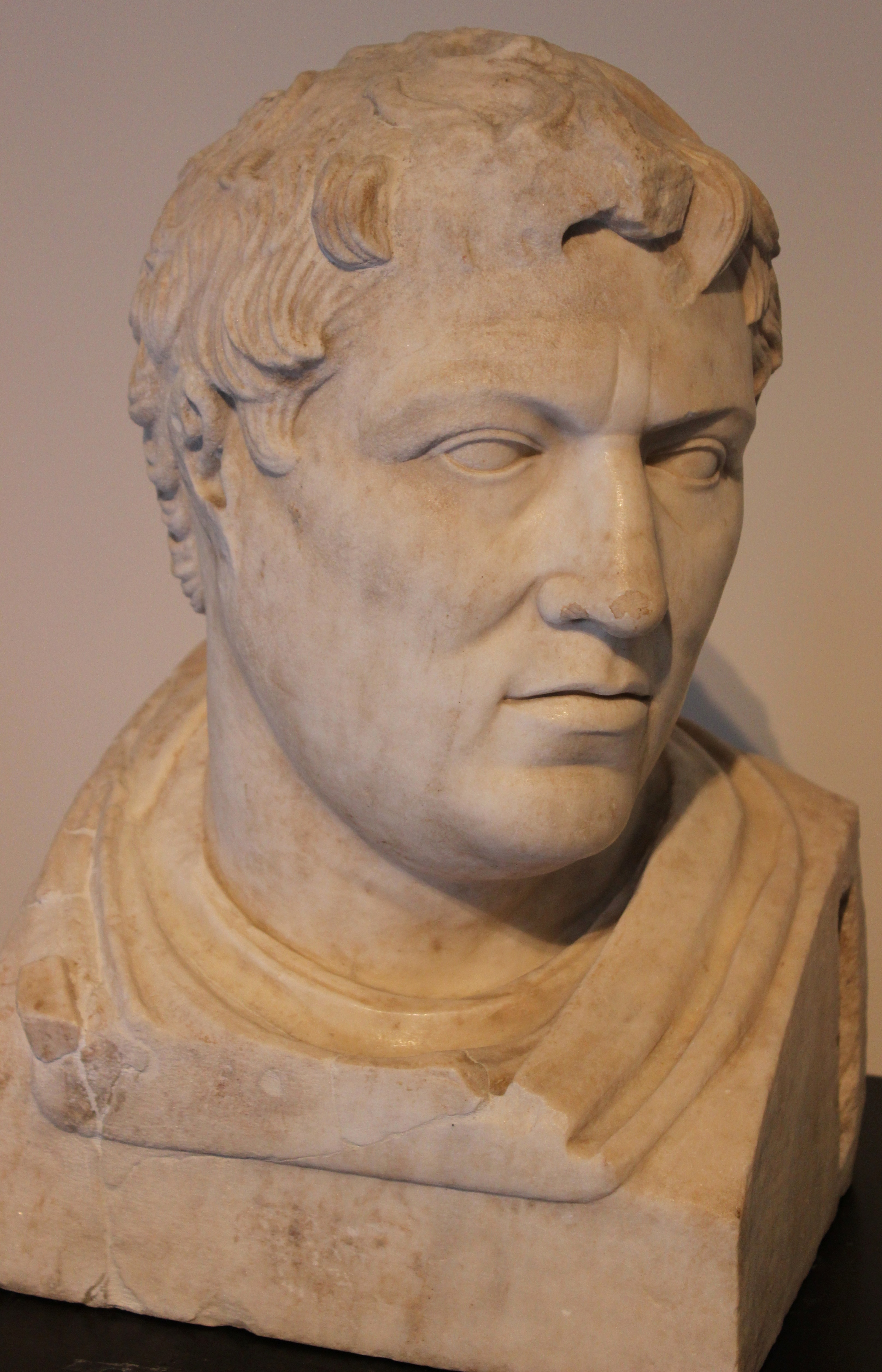
Büste des Philetairos aus der Villa dei Papiri von Herculaneum. Römische Marmorkopie einer hellenistischen Bronzebüste. Museo Archeologico Nazionale, Neapel.

Philetairos (altgriechisch Φιλέταιρος Philétairos, auch Philhetairos; * um 343 v. Chr. in Tios in Paphlagonien; † 263 v. Chr.) war der Gründer der hellenistischen Dynastie der Attaliden in Pergamon.

## Leben

### Abstammung und frühe Jahre
Philetairos wurde um 343 v. Chr. in Tios in Paphlagonien geboren. Sein Vater Attalos war vielleicht Makedone, da dieser Name insbesondere in Makedonien häufig vorkam. Allerdings ist dieser Schluss nicht zwingend, weil der Name in der Form Attales auch in Kleinasien bezeugt ist. Außerdem stammte Philetairos’ Mutter Boa aus Paphlagonien, wie der antike Literaturhistoriker Karystios angibt. Diese Angabe ist auch inschriftlich bestätigt. Die weitere Behauptung des Karystios, dass Boa angeblich eine Hetäre war, hält der Althistoriker Wilhelm Hoffmann aber ebenso wie die schmähende Angabe des griechischen Grammatikers Daphitas, die Attaliden seien von niedriger Abstammung gewesen, für unglaubwürdig. Martin Zimmermann vertritt die Meinung, dass die Herkunft des Philetairos zumindest nicht herausragend war.
Strabon erzählt, dass Philetairos als kleines Kind das Unglück gehabt habe, bei einer Begräbnisfeier, zu der er von seiner Amme getragen wurde, im Gedränge an den Genitalien gequetscht zu werden. Dieses Vorkommnis habe ihn bereits als Kind zum Eunuchen gemacht. Die auf pergamenischen Münzen dargestellten Gesichtszüge des Philetairos scheinen zu bestätigen, dass er tatsächlich ein Eunuch war.
Philetairos erhielt eine gute Erziehung. Er stand zunächst im Dienst des makedonischen Feldherrn Dokimos, der ein Anhänger des Antigonos Monophthalmos gewesen, aber 302 v. Chr., kurz vor der Schlacht von Ipsos, zu Lysimachos übergelaufen war. Lysimachos erhielt nach der Niederlage und dem Tod des Antigonos (301 v. Chr.) einen Großteil Kleinasiens und setzte Philetairos als Burgherrn von Pergamon ein. Ferner hatte Philetairos auch die Aufsicht des dort lagernden Schatzes im Wert von 9000 Talenten Silber inne. Durch seine ehemalige Gattin Amastris verfügte Lysimachos über gute Kontakte zur Geburtsstadt des Philetairos und war wohl mit dessen Familie bekannt, da wahrscheinlich durch ihn Philetairos’ Bruder Eumenes Befehlshaber in der Stadt Amastris wurde.

### Dynast Pergamons unter seleukidischer Oberherrschaft
Lange Zeit hielt Philetairos in seiner Stellung als Burgherr Pergamons Lysimachos die Treue. Er kehrte seinem Oberherrn aber den Rücken, als der vielversprechende Kronprinz Agathokles 283/282 v. Chr. auf Anstiften von Lysimachos’ letzter Gemahlin Arsinoë II. ermordet wurde. Wie andere Freunde des Toten schloss er sich teils aus Angst vor der ihm von Arsinoë drohenden Gefahr, teils wegen der günstigen politischen Umstände dem syrischen Herrscher Seleukos I. an, dem er auch Pergamon und die dort aufbewahrten Schätze übergab. Seleukos I. errang 281 v. Chr. in der Schlacht von Kurupedion einen Sieg über Lysimachos, der fiel. Als Seleukos bald danach nahe Lysimacheia in Thrakien durch Ptolemaios Keraunos ermordet wurde, demonstrierte Philetairos seine Loyalität, indem er die Leiche um eine große Geldsumme loskaufte, feierlich verbrannte und die Asche Seleukos’ Sohn Antiochos I. übersandte. So konnte er seine Stellung in Pergamon sichern und als kleiner Dynast herrschen.
Pergamon, dessen Gebiet nur die im mittleren Tal des Kaikos gelegene nähere Umgebung der Stadt umfasste, verblieb als von Philetairos regiertes halbautonomes Kleinfürstentum unter der Oberherrschaft der Seleukiden. Dies zeigt insbesondere die Münzprägung. Hatte Philetairos zunächst Münzen im Namen des Lysimachos mit dem Porträt Alexanders geschlagen, so prägte er nach der Schlacht von Kurupedion in derselben Weise für Seleukos. Im letzten Jahrzehnt seiner Herrschaft trugen die Münzen dann Seleukos’ Porträt, aber Philetairos’ Namen. Um 270 v. Chr. verheiratete er seinen Neffen Attalos, den er adoptiert hatte, mit Antiochis, einer Tochter des Achaios.

### Bautätigkeit in Pergamon; Spenden an griechische Städte
Das Stadtgebiet von Pergamon wurde während der Regierung des Philetairos erweitert. Der Bau des Demeter-Heiligtums geht auf ihn zurück. Etwa 30 km von der Stadt entfernt wurde damals auch ein Tempel für die Muttergöttin Meter Aspordene von Mamurt Kale auf dem Yünd Dağ errichtet, womit Philetairos an einen lokalen Kult der anatolischen Muttergottheit anknüpfte. Im Übrigen ist aber sein Wirken in Pergamon weitgehend unbekannt. Ein Stadtteil Pergamons war nach ihm Philetaireia benannt. Die das damals etwa 0,2 km² große Territorium der Stadt umgebende sog. Philetairische Stadtmauer wurde aber vielleicht schon vor seiner Regierungszeit erbaut.
Philetairos wusste die von den Galatern ausgehende Gefahr zu meistern, als dieser Volksstamm in den frühen 270er Jahren v. Chr. in Kleinasien einfiel und das ganze Land plündernd durchzog. Er setzte dabei seinen Schatz gezielt zur Steigerung seines Prestiges ein und unterstützte im Stil eines Euergetes (Wohltäters) umliegende Städte wie Aigai und Pitane mit größeren Schenkungen. Hierdurch suchte er sich diese Gemeinden zu verpflichten. Der Stadt Kyzikos half er finanziell im Kampf gegen die Galater. Kyme erhielt von ihm 600 Bronzeschilde geschenkt. Dafür ehrte Kyzikos ihn kultisch mit der Abhaltung eines nach ihm Philetaireia genannten Festes, ebenso Kyme mit der Stiftung eines Goldkranzes sowie der Aufstellung einer ihn repräsentierenden Statue in einem für ihn erbauten Heiligtum, dem Philetaireion. Ferner ließ Philetairos griechischen Kultstätten bedeutende Gaben zukommen, so den Heiligtümern der Musen des Helikon und des Hermes in Thespiai. Auch überregionale Heiligtümer ehrten ihn für erwiesene Wohltaten; so ernannte ihn Delphi um 280 v. Chr. zusammen mit seinem Bruder Eumenes und seinem Adoptivsohn Attalos zum Proxenos. Mit der Insel Delos pflegte er gute Beziehungen und wurde auch dort mit einem seinen Namen tragenden Fest gefeiert. Durch die erwähnten Maßnahmen gab Philetairos die Grundzüge der Kulturpolitik und des Repräsentationsverhaltens für die späteren pergamenischen Monarchen vor.

### Letzte Jahre, Tod und Nachfolge
Das Eindringen der Galater in Kleinasien beschleunigte die Loslösung Kleinasiens von der seleukidischen Oberherrschaft. Philetairos dürfte auch dementsprechend in seinen letzten Regierungsjahren eine Neuorientierung der pergamenischen Außenpolitik vorgenommen haben, die in einer zunehmenden Abwendung von den Seleukiden bestand. In der Folge kam es damals zu einer Lockerung seiner Abhängigkeit von diesem Königsgeschlecht. Da er keine eigenen Söhne hatte, adoptierte er den Sohn seines Bruders Eumenes, der ebenfalls Eumenes hieß und ihm auf dem pergamenischen Thron nachfolgte. Eumenes I. prägte nach dem 263 v. Chr. erfolgten Tod des Philetairos und der formellen Lossagung von den Seleukiden Münzen, die Philetairos’ Porträt zeigen, was von den anderen Herrschern der Attalidendynastie bis etwa 190 v. Chr. fortgesetzt wurde. Nach seinem Ableben erhielt Philetairos auch in Pergamon kultische Verehrung als Euergetes und Eumenes I. errichtete ein nach ihm Philetaireia genanntes Kastell auf dem Ida.